# 齊藤由貴
齊藤由貴（日语：／ Saitō Yuki，1966年9月10日—），日本女演員、歌手。出生於神奈川縣橫濱市南區。

## 簡介
1984年，齊藤由貴高中生時期，參加了由東寶所舉行的第一回東寶灰姑娘甄選，並進入決賽。同年，參加由講談社舉辦的第三屆「雜誌小姐」選舉，並摘得桂冠。
1985年，發行單曲《畢業》正式作為歌手出道。同年4月首次主演電視連續劇《太妹刑事》演員出道，劇情講述還是高中生的女主角身穿水手服，用溜溜球作為武器鋤強扶弱儆惡懲奸的故事，電視劇的大熱帶起一陣溜溜球熱潮。同年12月，首次主演電影《雪的斷章 -情熱-》上映，獲得多項電影新人獎。
1986年是齊藤事業爆發的一年。該年她主演了NHK晨間小說連續劇《跳駒》，劇中飾演一名出生在明治初期傳統家庭的少女，後來成長為堅強獨立的新時代女性—日本第一位女記者磯村春子。電視劇的平均收視率高達41.7%，話題性和評價都極高。齊藤由貴的名字從此變得全國聞名，《跳駒》的熱潮還延伸到亞洲許多其它國家或地區。同年主唱人氣動畫相聚一刻的主題曲《悲傷你好》，作曲為安全地帶主音歌手玉置浩二，此單曲大賣30萬張。當年年底的NHK紅白歌合戰，齊藤成為當時紅白史上最年輕的紅組主持人，紅白上，齊藤既負責主持，又演出節目，該屆紅白被稱為是「齊藤由貴的天下」。
1987年，以兩部主演電影《恋する女たち》和《小荳荳電視台》獲得藝術選獎文部大臣新人獎，並入圍第11屆日本電影學院獎最佳女主角。6月，首次參與演出舞台劇《悲慘世界》。此外當年發行的《砂の城》一曲亦將她的歌唱事業攀至高峰。
1988年7月，主演電影《優駿 ORACIÓN》上映並大受歡迎，此為富士電視台為紀念30周年所製作之電影，觀賞人數總共超過240萬人並創下絕佳票房收入。憑藉此電影連續兩年入圍日本電影學院獎最佳女主角。
1989年，主演電視劇《湘南物語》，還演唱主題曲《走向夢中》（翻唱自井上陽水的同名歌曲），這首歌是齊藤銷量最高的單曲。
進入1990年代之後，作為女演員，在電視劇、電影、舞台劇等眾多領域繼續活躍。齊藤愛好詩作，出版了多本詩集，還作為作詞人多次為其他歌手填詞。
2017年9月12日，雜誌《週刊文春》及《Flash》公開齊藤婚外情醜聞。齊藤最後透過事務所發表聲明承認犯錯，「對不起，我會承擔所有責任，包括在未來工作上將會出現的懲罰」。因此宣佈辭演NHK大河劇《西鄉殿》。
2018年2月，因在是枝裕和導演的電影《第三次殺人》（2017年）中的演出受到好評，繼32年前的新人獎（『雪の断章 -情熱-』）後，獲得藍絲帶獎最佳女配角獎。齋藤本人在致詞中表示，時隔多年再次收到它，真是一份夢幻般、意想不到的禮物。她也獲得第27屆東京體育電影獎（東京スポーツ映画大賞）最佳女配角獎，順利在演藝圈復出。
2020年3月，以電影《最初的晚餐》（ 2019年常盤四郎導演）獲得第34屆高崎影展最佳女配角獎。該作品在四個類別中獲得最多獎項。同年8月，紀念歌手出道35週年的「齊藤由貴the live 2020」在Billboard Live YOKOHAMA舉行，11月（12日-14日），齊藤由貴在橫濱舉辦出道35週年紀念演唱會「THANKS GIVING」。
2021年1月，獲得第32屆日本珠寶最佳服裝獎50年代部門獎。出道紀念日2月21日，為紀念出道35週年，發行了自翻唱專輯『水響曲』。
2022年9月，東寶音樂劇《灰姑娘故事》時隔17年再度上演，此劇自2003年首演以來再度與觀眾見面，繼續使用由齊藤創作的歌詞。主演之一是齊藤的長女-水嶋凜（與加藤梨里香雙人卡司出演）。此外，水嶋凜在9月6日的首場演出中，翻唱了收錄於齊藤第三張專輯《チャイム）》中的歌曲〈予感（預感）〉，並以此正式作為歌手出道曲。
2023年，出道紀念日2月21日，唱片公司將重新發行2011年發行的第12張原創專輯《何もかも変わるとしても》。 10月4日，由齊藤作詞1991年發行的專輯《 LOVE 》首次以黑膠版本發行，再次受到好評。同年底，齊藤在Billboard Live 和其他場所舉辦一年一度的聖誕現場。
2024年12月根據日媒「女性自身」報導，齊藤由貴跟丈夫已於今年初離婚，結束30年的婚姻生活；如今男方已經搬離住處，齊藤由貴則和3名子女共同生活。
2025年，為了紀念齊藤由貴作為歌手40週年，將舉辦時隔36年首次的全國音樂廳巡演“40週年紀念巡演『40th Anniversary Tour　“水辺の扉”〜Single Best Collection〜』。巡演將於2月21日，即其出道紀念日，從神奈川縣民會館開始，預計在全國7個地點舉行。此次巡演也將包含她的經典出道曲〈卒業〉，以致敬其音樂生涯的起點。

## 人物
- 左撇子。
- 其弟齊藤隆治（日语：斉藤隆治）亦是演員，但於1999年退出藝能界。
- 1994年，與圈外人結婚。育有一子二女。
- 因爺爺有聽覺障礙，為了與其溝通，齊藤學會手語。
- 不抽菸。拍戲時亦堅決不破戒，用假菸代替。

## 音樂

### 單曲
1. 卒業（1985年）
2. 白い炎
3. 初戀
4. 情熱
5. 悲しみよこんにちは（1986年）
6. 土曜日のタマネギ <12inch Single>
7. 青空のかけら
8. MAY
9. 砂の城（1987年）
10. 「さよなら」
11. ORACION -祈り-（1988年）
12. Christmas Night（1988年）
13. 夢の中へ（1989年）
14. Ave Maria〜Who（1989年）
15. いつか（1992年）
16. なぜ（1994年）
17. こむぎいろの天使（1999年）
18. 家庭内デート（2006年）
19. 風の向こう（2007年）
20. 悲しみよこんにちは （21st century ver.）（2007年）
21. KIZUNA（2011年）
22. Saito -Night Tempo Presents The Showa Groove (彩色黑膠/7吋單曲唱片)（2023年）
23. ストローハットの夏想い / 眠り姫 【2024 唱片日限定盤】(彩色黑膠/7吋單曲唱片)（2024年）

### 錄音室專輯
1. AXIA（1985年）
2. ガラスの鼓動（1986年）
3. チャイム（1986年）
4. 風夢（1987年）
5. ripple（1987年）
6. PANT（1988年）
7. TO YOU（1988年）
8. âge（1989年）
9. MOON（1990年）
10. LOVE（1991年）
11. moi（1994年）
12. 何もかも変わるとしても（2010年（先行販売），2011年）
13. 水響曲（2021年））歌手出道35週年紀念專輯
14. 水響曲 第二楽章 （2025年）歌手出道40週年紀念專輯

### 現場專輯
1. POETIC Live 1986（2009年）
2. 斉藤由貴35週年演唱會《THANKS GIVING》（2021年）
3. Studio Live 水響曲「四季」 (DVD/Blu-ray)（2025年）
4. 斉藤由貴40th Anniversary Tour ”水辺の扉” ～Single Best Collection～(SHM-2CD) 2025年

### 精選輯
1. The Special Series 斉藤由貴（1985年）
2. YUKI'S BRAND（1987年）
3. Yuki's MUSEUM（1989年）
4. YUKI's BEST（1995年）
5. MYこれ!クション 斉藤由貴BEST（2001年）
6. 斉藤由貴 SINGLESコンプリート（2007年）
7. 斉藤由貴 vintage best ヴィンテージ・ベスト（2008年）
8. Myこれ!Lite斉藤由貴（2010年）
9. 斉藤由貴オリジナルアルバム未収録曲集~アナログ盤リリース分~（2016年）
10. プラチナムベスト斉藤由貴（2017年）

### 合作致敬專輯
1. フロム・マム・トゥ・チルドレン　ディズニー・ラブリーソングス（2002年）
  - 第2首曲目「ララルー （わんわん物語）」
2. フロム・マム・トゥ・チルドレン　ディズニー・ハッピーソングス（2002年）
  - 第5首曲目「スーパーカリフラジリスティックエクスピアリドーシャス（メリー・ポピンズ）」
3. WOW! ディズニーマニア・ジャパン（2004年）
4. ビューティフル塊魂 オリジナル・サウンドトラック「塊ステキ魂」（2007年）
  - 第10首曲目「カラフルハート」
5. Carpenters FOREVER（2010年）
  - 第4首曲目「涙の乗車券」

### CD-BOX
- 斉藤由貴CD-BOX 1（2003年）
- 斉藤由貴CD-BOX 2（2003年）
- 斉藤由貴CD-BOX 1（2010年再版）
- 斉藤由貴CD-BOX 2（2010年再版）
- 斉藤由貴CD-BOX 1（2020年復刻）
- 斉藤由貴CD-BOX 2（2020年復刻）

## 影像作品
1. 由貴、燃えます!メイキング・オブ スケバン刑事（1985年10月21日）
2. 微・少女（1985年11月10日）
3. 漂流姫（1986年11月21日、市川準監督）
4. Dream（「斉藤さんちのお客様」を抱きしめて）（1987年7月5日）
5. PANT（1988年4月21日）
6. （1988年6月20日）
7. one two YUKI'S TOUR（1990年3月21日）
8. MOON（1990年11月21日）
9. LOVE（1991年12月15日）
10. パーソナルコンサート 聖夜（1992年3月21日）
11. Concert '95 ”moi”（1995年4月21日）
12. Billboard Live Tour“水響曲”（2021年7月21日）
13. 斉藤由貴 35th anniversary concert『THANKSGIVING』（2021年12月24日）
14. Studio Live 水響曲「四季」（2025年2月21日）
15. 斉藤由貴40th Anniversary Blu-ray-BOX【數位修復版】（2025年2月21日）
16. 斉藤由貴40th Anniversary Tour ”水辺の扉” ～Single Best Collection～（BD、DVD)

## 出演

### 電視劇
- 野球狂の詩（1985年1月7日，富士電視台） - 主演・水原勇気
- 「恋はミステリー劇場」原島弁護士の愛と悲しみ（1985年2月13日，TBS電視台） - 原島の娘
- スケバン刑事（1985年4月11日 - 10月31日，富士電視台） - 主演・麻宮サキ
  - スケバン刑事　特別編　麻宮サキ名場面集 （1985年11月11日，富士電視台）
- 父（パッパ）からの贈りもの（1985年6月17日 - 7月12日，NHK） - 主演
- 晨間小說連續劇 跳駒（1986年4月7日 - 10月4日，NHK） - 主演：橘りん（おりん）
- SF氏の不思議なトリップ（1987年2月8日，HBC制作・TBS電視台）
- あまえないでヨ! （1987年1月15日 - 3月26日，富士電視台） - 主演・西丸直 
  - あまえないでヨ! SP（1987年9月30日，富士電視台） - 主演・西丸直
- アナウンサーぷっつん物語「第5話」（1987年5月4日，富士電視台） - 本人
- とっておきの青春 （1988年1月6日 - 3月23日，NHK） - 主演・林郷子
- 花園の迷宮 （1988年3月29日，日本電視台） - 主演・北村ふみ
- 快點來玩吧！ （1988年7月4日 - 9月19日，富士電視台） - 主演・田村虹子
- 廣播電台也瘋狂「第5話」（1988年8月24日，富士電視台） - 本人
- 女優時代（1988年10月13日，讀賣電視台） - 主演・乙羽信子
- 私の心はパパのもの（1988年11月30日，日本電視台） - 主演・尾堂美々子
- 時間ですよ・新春SP（1989年1月2日，TBS電視台，【talk出演】）
- 結婚行進曲（1989年1月2日，富士電視台）
- 高校塗鴉（1989年1月6日 - 3月24日，TBS電視台） - 主演・諏訪いづみ 
  - 高校塗鴉特別篇（1989年12月29日，TBS電視台） - 主演・諏訪いづみ
- 湘南物語（1989年5月13日 - 7月8日，日本電視台）
- 叫んでも…聞こえない（1989年8月26日，日本電視台，24小時電視 「愛心救地球」）
- LUCKY・天使，都へ行く（1989年10月19日 - 12月21日，富士電視台） - 主演・真理
- はいすくーる落書2（1990年7月13日 - 9月28日，TBS電視台） - 主演・嵯峨いづみ
- 世界奇妙物語秋季特別編「絶対イヤ!」（1990年10月4日，富士電視台） - 主演・聡子
- おとうと（1990年4月30日，TBS電視台） - 主演・げん幸田文
- 和宮様御留（1991年1月1日，朝日電視台） - 主演・フキ
- 貴族の階段（1991年4月6日，TBS電視台） - 主演・氷見子
- 「水曜グランドロマン・終戦特別企画」愛と哀しみのサハリン（1991年8月7日，日本電視台） - 主演・イ・ヨンオク
- 新十津川物語・明治編（1991年10月5日・12日，NHK） - 主演・津田（中谷）フキ
- カネボウヒューマン SP「終の夏かは」（1992年2月18日，日本電視台） - 主演
- 女事件記者 立花圭子（1992年4月9日 - 6月18日，朝日電視台） - 主演・立花圭子
- ベトナム難民少女　女医になるまでの哀しくも美しい10年（1992年6月25日，富士電視台） - 主演
- まったナシ!（1992年7月4日 - 9月26日，日本電視台） - 主演・直井さくら（女将さん）
- ラブストーリーは終わらない（1993年3月25日，讀賣電視台） - 主演
- 真夜中の目覚まし時計（1993年4月4日，日本電視台） - 主演・わかば
- 「社宅の噂」推理・明日の13章（1993年4月5日，關西電視台） - 主演
- If もしも「彼女が座るのは，右のイスか?左のイスか?」（1993年5月6日，富士電視台） - 主演
- 六月の花嫁系列1993 「ウエディングベルをもう一度」（1993年6月8日，日本電視台） - 主演
- 結婚　私が好きですか　おさななじみ（1993年8月17日 - 31日，朝日電視台） - 主演
- 同窗會（1993年10月20日 - 12月22日，日本電視台） - 主演・折原七月
- 泣きたい夜もある（1993年4月4日，毎日放送/TBS電視台)
- 孤独の歌声（1994年3月29日，日本電視台） - 主演・朝山風希
- 「看護婦探偵・戸田鮎子　代理母殺人事件」SP（1994年7月11日 TBS電視台） - 主演・戸田鮎子 
  - 看護婦探偵・戸田鮎子（2）死の誕生パーティ（1995年3月20日）
- 零的焦點（1994年6月1日～22日（4回・BS2），1995年2月18日，25日（2回）NHK総合） - 主演・鵜原禎子
- 搶錢女郎（1994年8月1日 - 9月26日，關西電視台） - 主演・田之上ミチル
- 世界奇妙物語秋季特別編「出られない」（1994年10月10日，富士電視台） - 主演
- 八代將軍吉宗 （1995年1月18日 - 12月10日，全48回　3～6・8・9，11～13回に出演，NHK） - 鶴姫
- 美人三姉妹温泉芸者が行く!系列（1995年 - 2001年，富士電視台） - 主演・三田春呼 
  - 美人三姉妹温泉芸者が行く!（1995年2月24日）
  - 美人三姉妹温泉芸者が行く!2（1996年1月12日）
  - 美人三姉妹温泉芸者が行く!3（1996年9月27日）
  - 美人三姉妹温泉芸者が行く!4（1997年6月6日）
  - 美人三姉妹温泉芸者が行く!5（1998年2月27日）
  - 美人三姉妹温泉芸者が行く!6（2001年6月1日）
- きっと誰かに逢うために「第11回」（1995年3月16日，東京電視台）
- 想見你（1995年4月17日 - 6月26日，關西電視台） - 河村菜摘
- 水曜系列 暴力教師～君に伝えたいこと（1996年8月21日 - 9月25日，NHK） - 大野曜子
- 体外受精連続殺人「夫の子ではない!?悪魔が精子をすり替えた…恐怖のFAX…オレノコダヨ…」（1996年6月21日） - 主演
- 「佐賀・有田・龍文壺の殺意」（1996年7月15日） - 主演・津島彩子
- フラれる女「恐怖の交換日記」（1997年1月10日，TBS電視台） - 主演・山田亜樹
- 美貌ゆえに波瀾の生涯 歌人原阿佐緒の恋（1997年2月11日，東日本放送） - 主演・原阿佐緒
- 心理醫生涼子「第4話　買い物しすぎる女」（1997年11月3日，讀賣電視台）
- 愛情旅行（1997年3月17日～3日20日，NHK） - 主演・三輪明子
- 火曜推理劇場 京都・金沢殺人事件（1998年4月20日，TBS電視台） - 主演
- 「松本清張七回忌特別企画・薄化粧の男」（1998年6月26日，富士電視台） - 風松ユリ
- 「密告電話」（1998年12月8日，日本電視台） - 主演・鈴木章子
- 永遠のアトム 手塚治虫物語（1999年4月15日，東京電視台） - いがらしゆみこ
- 思念總在分手後（1999年1月6日 - 3月17日，東京電視台） - 主演・小泉百会
- 土曜劇場「女詐欺師！愛川ナナの殺人捜査」（2000年1月29日，朝日電視台） - 主演・愛川菜々子
- バカヤロー！2000「太るのは罪ですか？」（2000年3月29日，日本電視台） - 主演・平瀬京子
- 火曜推理劇場 救命救急センター系列（2000年 - 2002年，日本電視台） - 主演・坂木みのり 
  - 救命救急センター（2000年7月18日）
  - 救命救急センター2（2001年3月20日）
  - 救命救急センター3（2001年6月26日）
  - 救命救急センター4（2002年6月4日）
- ある日，嵐のように（2001年4月2日 - 6月4日，NHK） - 堀井佐和子
- 土曜劇場「殺人銀行」（2001年8月25日　朝日電視台） - 主演・桐生若菜
- 「女と愛とミステリー」江戸小紋殺人事件（2001年9月23日，東京電視台） - 主演・水沢菜津子
- 火曜推理劇場 浅見光彦スペシャル 貴賓室の怪人（2002年2月5日，日本電視台） - 坂口圭子
- 山村美紗推理「京都新婚旅行殺人事件」（2002年6月30日，BS JAPAN，2002年7月3日，東京電視台） - 主演・朱雀美知子
- 花村杏介系列「娘道成寺伝説殺人事件」（2002年12月13日，富士電視台） - 田所瞳
- 土曜劇場「殺人ロケ・美女3人貧乏撮影隊が出会った三つの連続殺人!」（2003年2月1日，朝日電視台） - 主演・九条麗子
- 金田一耕助系列「人面蒼」（2003年3月25日，TBS電視台・東阪企画） - 松代
- 火曜推理劇場　緊急救命病院系列（2003年 - 2005年，日本電視台） - 主演・松浦温子  
  - 緊急救命病院（2003年6月24日）
  - 緊急救命病院Ⅱ（2004年8月3日）
  - 緊急救命病院Ⅲ（2005年7月12日）
- あなたには帰る家がある（2003年12月3日　BS富士，製作1997年） - 主演・真弓
- 戦場カメラマンの愛と死「夫を失った妻…13年後涙の恋文が」（2004年3月12日） - 主演・沢田サタ
- 女人一代記 瀨戶內寂聽～出家とは生きながら死ぬこと（2005年11月24日，富士電視台） - 寂聴の姉・瀬戸内艶
- 女検事の報復・送られた殺人予告メール（2006年2月25日，朝日電視台） - 主演・久留美
- 吾輩は主婦である（2006年5月22日 - 7月14日，TBS電視台） - 主演・矢名みどり
- お・ばんざい!（2007年9月3日 - 10月26日，毎日放送） - 主演・花園くるみ
- 歌姬（2007年10月12日 - 12月21日，TBS電視台） - 松島鯖子
- 野球少年（2008年4月3日 - 6月12日，NHK） - 原田真紀子
- 晨間小說連續劇  翼（2009年3月30日 - 9月26日，NHK，55～60，103～108に出演，「はね駒」以来23年ぶりの朝ドラ出演） - 末永紀菜子
- 小公主莎拉（2009年10月17日 - 12月19日，TBS電視台） - 三村笑美子
- 「特ダネ(秘)記者!嘉門公平の殺人取材」（2009年9月19日，朝日電視台） - 矢神凛子
- 古代少女（2009年10月8日 - 12月24日，毎日放送） - 杉原小百合
- 同窗會～Love Again症候群（2010年4月22日 - 6月17日，朝日電視台） - 主演・西川陽子
- 「卒業ホームラン」SP（2011年3月23日，東京電視台） - 井上小百合
- 晨間小說連續劇 太陽公公（2011年4月4日 - 10月1日，NHK） - 原口房子
- 最後の晩餐 〜刑事・遠野一行と七人の容疑者〜 SP（2011年5月14日，朝日電視台） - 遠野奈津美
- 浪花少年偵探團 2012年版（2012年 ，TBS） - 原田日出子
- 遺留捜査2（2012年 ，朝日電視台）- 水沢響子
  - 遺留捜査3（2013年）
    - 遺留捜査 特別篇（2013年）
    - 遺留捜査 特別篇 2（2014年）
    - 遺留捜査 特別篇 4（2015年）
- 警視廳 搜查一課長 2小時（2012年 ，朝日電視台）- 平井真琴
  - 警視廳 搜查一課長 2小時 2（2013年）
  - 警視廳 搜查一課長 2小時 3（2014年）
  - 警視廳 搜查一課長 2小時 4（2015年）
  - 警視廳 搜查一課長 2小時 5（2015年）
  - 警視廳 搜查一課長 season1 （2016年4月14日 - 6月23日）
  - 警視廳 搜查一課長 season2 （2017年4月13日 - 6月22日）
  - 警視廳 搜查一課長 2020（2020年4月16日 - 9月3日）
  - 警視廳 搜查一課長 season5（2021年4月8日 - 6月17日）
  - 警視廳 搜查一課長 season6（2022年4月14日 - 6月16日）
- 信長的主廚 2（2014年7月10日 - 2014年9月17日，朝日電視台） - 濃姫
- 年輕人們2014（2014年7月，富士電視台） - 新城美穂（第5、6話客串）
- 對不起青春！（2014年10月12日，TBS電視台） - 吉井良江
- 儘管如此還是喜歡你（2015年9月29日 - 2015年10月2日，富士電視台） - 祐輔の母
- 女王偵訊室（2015年9月27日， 朝日電視台）特別篇 女王偵訊室〜女性好友〜 - 三澤早苗
- NHK大河劇 真田丸（2016年1月，NHK） - 阿茶局
- 頂尖神醫2016（2016年2月10日， 東京電視台）  特別篇 - 織田玲子
- THE LAST COP（2016年10月8日，日本電視台） 第1話
- 女演員的C咖人生2（2016年10月10日，富士電視台 特別篇 - 齊藤由貴
- 靈異彼岸花（2016年1月13日-2016年3月16日，NTV） 第九話、最終話 - 家政婦藤村晴子
- 媽媽，不當您女兒可以嗎？（2017年1月13日，NHK） - 早瀬顯子
- 最強的媽媽栞納！（2017年7月18日，TBS電視台）- 鈴木柳子
- 神探夏洛克小姐（2018年4月27日，Hulu） - 入川真理子
- 直到雨停的那一天（2018年8月4日 - 9月29日，東海電視台） - 北園由布子
- 醜聞專門律師 QUEEN（スキャンダル専門弁護士 QUEEN）（2019年1月10日 - 3月14日，富士電視台） - 真野聖子
- 長閑之庭（長閑の庭）（2019年6月2日 - 6月23日，NHK BS Premium） - 朝霧翠
- 警視廳零系 生活安全科萬能諮詢室SEASON4 （警視庁ゼロ係〜生活安全課なんでも相談室〜）（2019年7月 - 9月6日、東京電視台） - 小田島龍美
- 龍之道 雙面復仇者（2020年7月28日 - 9月15日，關西電視台） - 霧島芙有子
- 危險的維納斯（2020年10月11日 - 12月13日，TBS電視台） - 矢神禎子
- 我的丈夫在冰箱里沉睡（私の夫は冷凍庫に眠っている）（2021年4月10日 - 5月15日，東京電視台） - 孔雀
- 言靈莊（2021年10月9日 - 12月18日，朝日電視台）- 岩戶志麻
- 我才不会把女儿交给YouTuber!（2022年1月17日 - 3月28日，東京電視台）- 平美惠子
- 戀愛何必認真？ 第5話 - （2022年5月16日 - 6月20日，關西電視台・富士電視台） - 長峰真弓
- 祈願病歷表～研修醫的解謎診察紀錄～（2022年10月8日 - 12月17日，日本電視台）- 木佐貫英子
- 忍者結婚很難 第6話（2023年2月9日，富士電視台）- 山田
- 風間公親－教場0－ 第1話、第2話（2023年4月10日・4月17日，富士電視台）- 瓜原和泉
- Dr.Chocolate（2023年4月22日 - 6月24日，日本電視台） - 鰻魚 / 宇野靜香[2]
- Fixer（2023年4月23日 - 5月21日，WOWOW） - 渡邊響子
  - Season2（2023年7月9日 - 8月9日）
  - Season3（2023年10月8日 - 11月5日）
- 最喜歡的花 第3話 -（2023年10月26日 - ，富士電視台） - 深雪沙夜子
- 坡上的紅色屋頂（2024年3月3日 - 3月31日，WOWOW） - 市川聖子
- 95（2024年4月8日 - 6月10日，東京電視台） - 鈴木玲子
- 好想把那個人渣狠揍一頓（2024年10月8日 - 12月10日，TBS） - 佐藤明美
- 天久鷹央的推理病歷簿 第1話、第2話（2025年4月22日・4月29日，朝日電視台） - 水原真知子

### 電影
- 雪の断章 -情熱-（1985年12月21日公開，東宝） - 初主演・夏樹伊織
- 恋する女たち（1986年12月13日公開，東宝） - 主演・吉岡多佳子
- ラッコ物語（1987年，關西電視台）（声の出演）
- 小荳荳電視台（1987年8月1日公開，東宝） - 主演・柴柳徹子
- 「さよなら」の女たち（1987年12月5日公開，東宝） - 主演・安達郁子
- 優駿 ORACION（1988年7月23日公開，富士電視台） - 主演・和具久美子（與緒形直人雙主演）
- 君は僕をスキになる（1989年11月3日公開，東宝） - 主演・神林苫子（與山田邦子雙主演）
- 哥吉拉vs碧奧蘭蒂（1989年12月16日公開，東宝）（聲音出演）
- 香港パラダイス（1990年4月28日公開，東宝） - 主演・湯川真美子
- おいしい結婚（1991年5月18日公開，東宝） - 主演・矢頭のん（與三田佳子雙主演）
- 私の心はパパのもの（1992年6月13日公開， 東北新社） - 主演・尾堂美々子
- わが心の銀河鉄道 宮沢賢治物語（1996年）- 高瀬露
- ジューンブライド 6月19日の花嫁（1998年6月13日公開，松竹）
- あ，春（1999年12月19日公開，松竹） - 韮崎瑞穂
- 贅沢な骨（2001年8月25日公開）
- 命（2002年9月14日，東映） - 岡本京子
- 青いうた〜のど自慢 青春編〜（2006年5月13日公開，シネカノン）- 南留美
- 飛女刑事電影(スケバン刑事 コードネーム=麻宮サキ)（2006年9月30日公開，東映） - 麻宮サキ之母
- KIDS（2008年2月2日公開，東映） - 小野響子
- 瘋狂好孕到（2009年5月23日公開） - 平塚みさお
- BALLAD 無名的戀曲（2009年9月5日公開，東宝） - お里
- BANDAGE（2010年1月16日公開，東宝） - アサコ之母 ヤヨイ
- GRAFFREETER TOKI（グラッフリーター刀牙，2012年7月14日公開，太秦） - 主演・範派静江
- 第三度殺人(2017年9月9日公開，是枝裕和導演執導/東宝・GAGA) - 山中美津江
- 氷菓（2017年11月3日公開，安里麻里導演執導/KADOKAWA） - 糸魚川養子
- リベンジgirl（2017年12月23日公開，三木康一郎導演執導/Sony Pictures Entertainment） - 如月凪子
- 殺戮重生犬屋敷 (2018年4月20日公開， 東宝） - 獅子神優子
- 福爾圖娜之瞳（2019年2月15日公開，東宝） - 遠藤美津子
- 空母伊吹（2019年5月24日公開，Kino Films） - 晒谷桂子
- 失憶的總理大臣（2019年9月13日公開，東宝） - 寿賀
- 蜜蜂與遠雷（2019年10月4日公開，東宝） - 嵯峨三枝子
- 最初的晩餐（2019年11月1日公開，KADOKAWA） - 東アキコ
- エキストロ（2020年3月13日公開，吉本興業） - 本人
- おかえりただいま（2020年9月19日公開，東海電視台紀錄片劇場） - 主演・ 磯谷富美子
- 不讓小孩子知道（2021年8月20日公開，日活） - 朔田由起
- 完美配對謀殺案（2024年2月23日公開，KADOKAWA） - 節子
- 詭屋（2024年3月15日公開，東寶） - 松岡喜江
- 徒花 ADABANA（2024年10月18日公開，NAKACHIKA PICTURES） - 新次之母

### 動畫電影
- 無盡的史嘉萊特（2025年11月21日，東寶） - ガートルード[3]

### 網絡短片
- identity（2007年）
- metamorphosis（2007年）

### 舞台劇
- マイ・フェア・レディ（1984年）
- 悲慘世界（レ・ミゼラブル）（1987年） - コゼット
- から騒ぎ（1990年）- 主演
- LOVE LETTERS （1992年） - メリッサ 
  - LOVE LETTERS 〜2016 The Climax Special〜（2016）
- 5時の恋人（1992年）- 主演
- 眠る街―ジェームスディーンを思い出す頃（1993年） - 主演
- 二十四の瞳（1994年）- 主演
- 君となら ～ Nobody Else But You ～（1995年）- 主演
- 夢舞台貞奴―女優ものがたり（1996年） - 主演
- かわいい女（1997年） - 主演
- 君となら〜Nobody Else But You （1997年） - 主演
- 祇園の姉妹（1997年）
- きららの指輪たち（1998年）- 主演
- 人間風車（2000年）
- 空のかあさま（2001年）
- フレンズ Mail@Drama.（2001年） - 主演
- フレンズ Mail@Drama.（2002年） - 主演
- フレンズ Mail@Drama.（2003年） - 主演
- クラウディアからの手紙（2006年）
- ゼブラ（2009年）- 主演
- 斎藤幸子（2009年）- 主演
- 奇跡のメロディ～ 渡辺はま子物語 ～（2010年）
- わが町（2011年）
- Chanson de 越路吹雪 ラストダンス（2012年）
- 紫式部ダイアリー（2014年） - 主演・清少納言 （與長澤雅美雙主演）
- 母と惑星について、および自転する女たちの記録（2016年） - 辻峰子
- ショーガール（2018年）
- 良い子はみんなご褒美がもらえる（2019年）

### 廣播
- 斉藤由貴 みえますか? 青春・輝き色（ニッポン放送系）
- 由貴とキッチュの“世にもふかしぎ”（同上）
- 斉藤由貴 ネコの手も借りたい（同上）
- 斉藤由貴 タワーサイド・メモリー（同上，特番）
- ヨコハマヤンググラフィック（FM横浜）
- 斉藤由貴のサウンドクルージング（JFN系，1990年 - 1994年）
- オールナイトニッポンMUSIC10 （ニッポン放送系 - 2017年）每週四 22:00～23:50

### 配音
- 東京ディズニーランドのアトラクション#ビジョナリアム

## 書籍
- ネコの手も借りたい（1989年，小学館）
- 運命の女（1990年，角川書店）
- 幸せのビブリオン（1990年，小学館）
- 今だけの真実（ほんと）（1991年， ニッポン放送出版）
- 透明な水（1992年，角川書店）
- 由貴的世界感情旅行（1992年，角川書店）
- 双頭の月 運命の女（1993年，角川書店）
- NOISY（1994年，角川書店）
- いつでもわたし流（1998年， 読売新聞社）
- 赤ちゃんあいしてる－斉藤由貴の妊娠・出産はじめて日記（2000年，小学館）
- 私の好きなあの人のコト（2000年，新潮社）

## 寫真集
- いつもそばにいて…由貴 (1985年，講談社)
- 情熱―斉藤由貴写真集（1985年，ワニブックス）
- 風のめざめ 斉藤由貴写真集 漂流姫（1986年，ポニカ出版）
- 斉藤由貴―ORACION (1988年，富士電視台出版)

## 錄像
- 微.少女（1985年）
- 漂流姫（1987年 ポニーキャニオン）
- PANT（1988年 ポニーキャニオン）
- one two YUKI'S TOUR（1990 ポニーキャニオン）

1990年1月28日，東京厚生年金会館的演唱會錄影帶。
- MOONY MOON（1990 ポニーキャニオン）
- 斉藤由貴35週年演唱會《THANKS GIVING》DVD&BD
- 斉藤由貴25th Anniversary DVD BOX (2009/9/16發行)
- 斉藤由貴40th Anniversary Blu-ray-BOX【デジタルレストア版】藍光數位修復版 (2025/2/21發行)

## 旁白
- 放送倫理・番組向上機構CM 放送の森のふくろうさんバージョン
- 水トク!（TBS電視台）「野球選手の妻たち」（2008年3月12日）

## 遊戲
- 桃太郎伝説系列 （ハドソン）
- ビューティフル塊魂（バンダイナムコゲームズ）

## 獎項
1985年
第23回金箭獎 電影新人獎
每日電影獎 體育日本大獎新人獎
第28回藍絲帶獎 新人賞
1986年
第11回報知電影獎 最佳新人獎
日本電影電視製作人協會 Élan d'or獎
第10回日本電影金像獎 新人獎
藝術選獎新人獎電影部門
1987年
第11回日本電影金像獎 優秀女主角獎
1988年　
第12回日本電影金像獎 優秀女主角獎
1990年　
第12回橫濱電影節 女主角獎
2001年　
第27回菊田一夫演劇獎
2017年
第60回藍絲帶獎 最佳女配角獎

## 外部連結
- TOHO ENTARTAINMENT OFFICIAL WEB SITE（官方網站）
- 齊藤由貴 Official 「Femme Fatale」 Powered by Ameba （页面存档备份，存于）（官方博客）
- 齊藤由貴在互联网电影资料库（IMDb）上的資料（英文）